# Avenue du Cimetière
Pour les articles homonymes, voir Avenue du Cimetière (homonymie).
L'avenue du Cimetière (en occitan : avenguda del Cementeri) est une voie de Toulouse, chef-lieu de la région Occitanie, dans le Midi de la France.

## Situation et accès

### Description
L'avenue du Cimetière est une voie publique. Elle se trouve dans le quartier de Marengo-Jolimont.
La chaussée compte une voie de circulation, ainsi qu'une contre-allée, dans chaque sens. Elle appartient à une zone 30 et la vitesse y est limitée à 30 km/h. Il n'existe cependant pas de bande, ni de piste cyclable.

### Voies rencontrées
L'avenue du Cimetière rencontre les voies suivantes, dans l'ordre des numéros croissants (« g » indique que la rue se situe à gauche, « d » à droite) :
1. Rue Jean-Baptiste-Drouet (g)
2. Rue Henri-de-Bornier (d)
3. Rue Saint-Bertrand (g)
4. Rue du Général-Jean-Compans (d)
5. Boulevard de la Gare

### Transports
L'avenue du Cimetière est accessible par la ligne de bus 23, qui parcourt l'avenue de la Gloire tout proche. Plus loin, les boulevards de la Gare et Pierre-Paul-Riquet sont desservis par les lignes de bus 2327. La station de métro la plus proche est la station Marengo – SNCF, sur la ligne de métro .
Il existe également une station de vélos en libre-service VélôToulouse : la station no 175 (1 rue du Général-Jean-Compans).

## Odonymie
Le nom de l'avenue fait référence, depuis 1832, au cimetière de Terre-Cabade qui était aménagé à la même période. Elle ne doit pas être confondues avec d'autres voies qui portent des noms proches : l'impasse du Cimetière-de-Croix-Daurade, la rue du Cimetière-Saint-Cyprien et la rue du Cimetière-Saint-Simon. Il existait d'autres voies portant l'odonyme de cimetière : le chemin du Cimetière-Saint-Roch (actuelle rue Saint-Roch avant 1840), le chemin du Cimetière-de-Barlet (actuel chemin de la Crabe, dans le quartier de Saint-Martin-du-Touch), la rue du Cimetière-de-la-Dalbade (actuelle rue Henri-de-Gorsse), la rue du Cimetière-de-la-Daurade (actuelle rue Lanternières), l'avenue du Cimetière-de-Lalande (actuel chemin de l'Église-de-Lalande), la rue du Cimetière-des-Juifs (actuelle rue Bernard-Mulé), la rue du Cimetière-des-Protestants (actuelle rue Roode entre 1878 et 1925), la rue du Cimetière-du-Taur (actuelle rue du Sénéchal), la rue du Cimetière-Saint-Aubin (actuelle rue d'Aubuisson) et la rue du Cimetière-Saint-Sauveur (actuelles rues des Frères-Lion et du Pont-Montaudran). L'avenue du Cimetière était simplement, jusqu'en 1832, le chemin de Terre-Cabade.

## Patrimoine et lieux d'intérêt

### Immeubles et maisons
- no  5 : maison Belard[4].
- no  9 : maison J. Astruc Mestre[5].
- no  10 : maison Escourbiac[6].

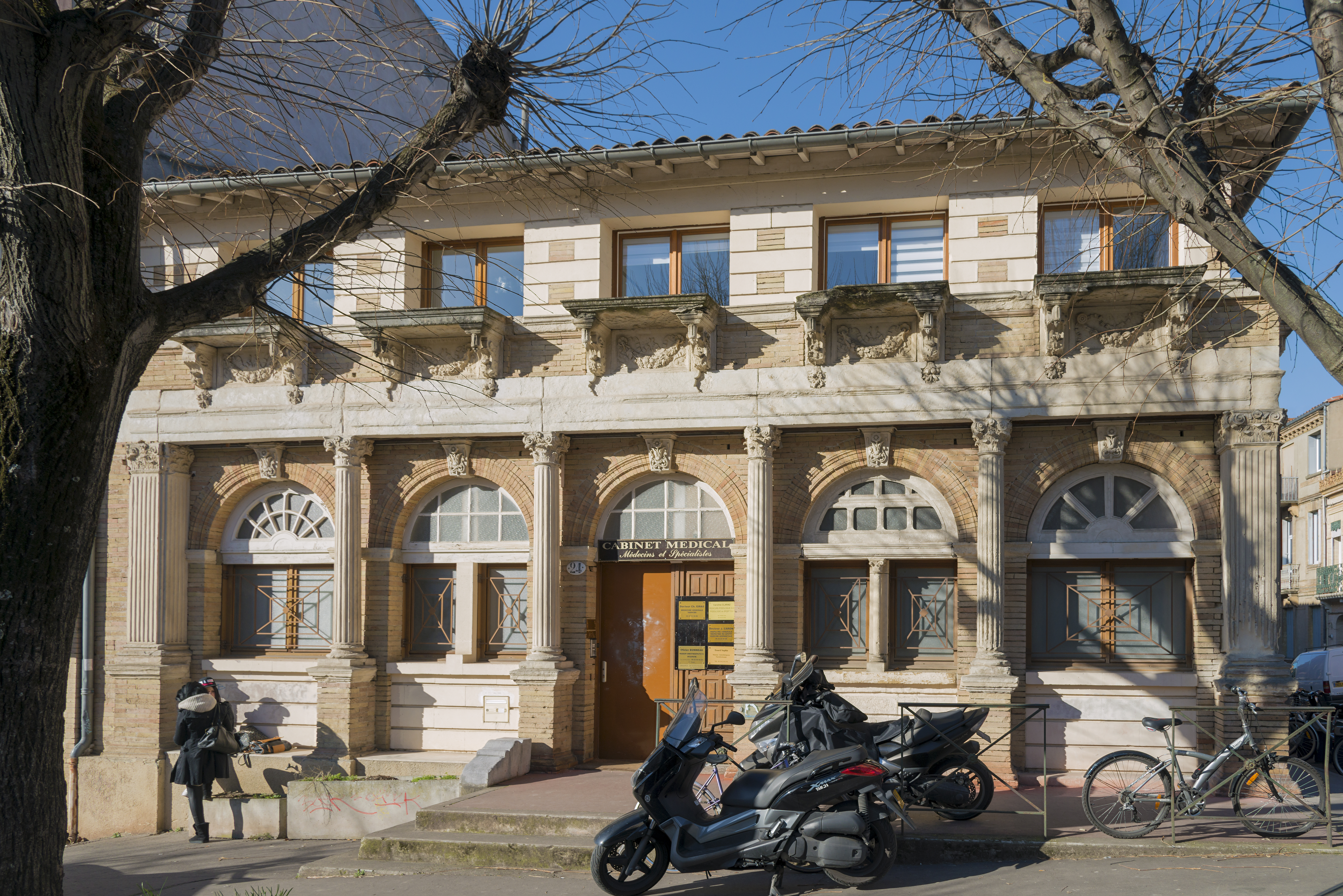
no 24 : façade de la maison Vital-Cassagne.

- no  24 : maison Vital-Cassagne.  Inscrit MH (1975, façade et toiture sur rue)[7]. 
La maison est construite en 1875 pour le tailleur de pierre Vital-Cassagne, propriétaire de la parcelle lors du dépôt du permis de construire. La maison se trouve à l'angle de la rue du Général-Jean-Compans (actuel no 1) et se signale par un abondant décor, de style éclectique. Elle est bâtie en brique claire et en pierre. La façade est encadrée de pilastres cannelés et rythmée par les colonnes cannelées à chapiteaux corinthiens qui séparent les larges fenêtres voûtées en plein cintre. Les colonnes et les pilastres soutiennent un entablement surmonté d'un attique interrompu par des panneaux en pierre sculptés de guirlandes et surmontés de larges corniches soutenues par des consoles en pierre[8].